# دکستر: خون تازه
دکستر: خون تازه (به انگلیسی: Dexter: New Blood) یک مینی‌سریال جنایی درام معمایی آمریکایی است که اولین قسمتش در ۷ نوامبر ۲۰۲۱ نمایش داده شد. این مینی‌سریال ادامه‌ای بر مجموعه اصلی دکستر است و وقایع ده سال پس از فصل هشتم، که در سال ۲۰۱۳ پخش شد، را نشان می‌دهد. شبکه شوتایم در اکتبر ۲۰۲۰ خبر انتشار این مجموعه را داد.
در جولای ۲۰۲۴، اعلام شد که به جای فصل دوم، این مجموعه با سریال جدیدی با عنوان دکستر: رستاخیز دنبال می‌شود که در آن مایکل سی هال نقش خود را به عنوان دکستر مورگان تکرار می‌کند.

## خلاصه داستان
ده سال پس از جعل مرگ خود، دکستر مورگان در شهر آیرون لیک با نام مستعار جیم لیندسی زندگی می‌کند. دکستر که خواهر مرحومش دبرا را به صورت توهمات می‌بیند، به سختی تلاش می‌کند تا به روال سخت‌گیرانه‌اش پایبند باشد و از کشتن دوباره خودداری کند؛ چرا که ده سال است این کار را انجام نداده است. او در رابطه‌ای عاشقانه با رئیس پلیس شهر، آنجلا بیشاپ، قرار دارد. در محل کار، دکستر با مت کالدول آشنا می‌شود که باعث بیدار شدن دوباره «مسافر تاریک» درونش می‌شود؛ دکستر سوابق جنایی مت را بررسی کرده و برایش تفنگی می‌فروشد. هریسون، پسر دکستر، به خانه او می‌آید، اما دکستر پدر بودن خود را انکار می‌کند.
دکستر وقتی تفنگ را شخصاً به خانه مت می‌رساند، دوست مت، بیلی، فاش می‌کند که در یک دادگاه از مت حمایت کرده تا بی‌گناه شناخته شود، چرا که مت در یک حادثه قایقرانی باعث مرگ پنج نفر شده است. روزی دکستر به یک گوزن سفید نزدیک می‌شود و در هنگام نوازش آن، مت گوزن را می‌کشد و تقریباً دکستر را نیز زیر می‌گیرد؛ دکستر مت را بیهوش می‌کند و بار دیگر «مسافر تاریک» درونش فعال می‌شود. او اتاقی برای کشتن مت آماده می‌کند؛ مت التماس می‌کند اما دکستر او را می‌کشد و تصمیم می‌گیرد هیچ یادگاری از این قتل نگه ندارد. سپس دکستر به دنبال هریسون می‌رود، حقیقت را به او می‌گوید و او را به خانه می‌برد.
در ادامه، دکستر متوجه می‌شود که هانا مک‌کی، مادر هریسون، سال‌ها پیش به سرطان لوزالمعده فوت کرده و هریسون پس از آن وارد سیستم مراقبت کودکان شده است. پلیس برای جستجوی مت به خانه دکستر مستقر می‌شود و دکستر به هریسون کمک می‌کند تا صحنه جرم را دستکاری کند و مت را به عنوان فراری معرفی کنند. هریسون با دختر آنجلا، آدری، آشنا شده و دوستانش نسبت به او مشکوک‌اند. دکستر و آنجلا درباره دشواری‌های تربیت فرزند صحبت می‌کنند و تصمیم می‌گیرند به یکدیگر کمک کنند.
با پیشرفت ماجرا، هریسون در مدرسه با اتهام تقلب روبه‌رو می‌شود و دکستر واکنش سردی نشان می‌دهد اما در نهایت هریسون نمره خوبی می‌گیرد. دکستر در حال بررسی بدن مت است و سرانجام او را در یک کوره زباله می‌سوزاند. در همین حین، مردی که یک زن گمشده را ربوده، او را آزاد می‌کند اما هنگام فرار به او شلیک می‌کند.
در قسمتی دیگر، هریسون ادعا می‌کند از یک تیراندازی در مدرسه جلوگیری کرده اما دکستر حقیقت را می‌جوید و متوجه می‌شود هریسون در درگیری با ایتان نقش پررنگ‌تری داشته است. آنجلا با یک پادکستر جنایی همکاری می‌کند تا راز زنان گمشده را فاش کنند. هریسون نیز سلاحی پیدا می‌کند که شباهت به سلاح قاتل مادر دکستر دارد و دکستر متوجه می‌شود پسرش نیز «مسافر تاریک» دارد.
ماجراها ادامه می‌یابد تا هریسون به مهمانی می‌رود و در آنجا دچار اوردوز می‌شود. دکستر تصمیم می‌گیرد فروشنده مواد مخدر را بکشد اما توسط پلیس متوقف می‌شود و مجبور می‌شود به شیوه‌ای دیگر عمل کند. در همین حال، آنجلا هویت واقعی دکستر را کشف می‌کند.
رابطه دکستر و آنجلا به دلیل دروغ‌ها تیره می‌شود و دکستر متوجه می‌شود کورت یک قاتل زنجیره‌ای است. تحقیقات آنجلا منجر به دستگیری کورت می‌شود، اما شواهد کافی برای محکومیتش وجود ندارد. هریسون تصمیم می‌گیرد شهر را ترک کند اما قبل از آن با دکستر درباره «مسافر تاریک» خود صحبت می‌کند و آنها رابطه‌ای نزدیک‌تر پیدا می‌کنند.
در نهایت، دکستر توسط کورت به گروگان گرفته می‌شود و پس از فرار، او کورت را می‌کشد و همراه هریسون جسد او را می‌سوزانند. آنجلا دکستر را به قتل متهم می‌کند و باتیستا، همکار قدیمی دکستر، شوکه می‌شود که دکستر هنوز زنده است. دکستر پس از فرار از زندان پلیس، به هریسون اعتراف می‌کند که برای نجات پسرش باید کشته شود و از هریسون می‌خواهد تا او را به قتل برساند. هریسون تیر را شلیک می‌کند و دکستر به نظر می‌رسد کشته شده است. آنجلا پس از رسیدن به محل، به هریسون پول می‌دهد و از او می‌خواهد شهر را ترک کند و هرگز بازنگردد. هریسون نامه پایانی دکستر به هانا را می‌خواند و از شهر دور می‌شود.

## بازخورد
این سریال در راتن تومیتوز بر اساس ۵۶ بررسی، با میانگین امتیاز ۷٫۲/۱۰، رتبه تأیید ۷۷٪ را به دست آورد. اجماع منتقدان این وب‌سایت می‌گویند: «دکستر: شروعی تازه که توسط مایکل سی هال به تصویر کشیده شده است، به بازگرداندن بخشی از درخشش از دست رفته در پایان قبلی سریال کمک می‌کند.» متاکریتیک بر اساس ۲۹ نقد منتقدان، میانگین امتیاز ۶۱ از ۱۰۰ را به این سریال داد که نشان‌دهنده «بررسی‌های عموماً مطلوب» است.